# 納切斯 (亞利桑那州)
納切斯（英語：Natches）是位於美國亞利桑那州葛蘭姆縣的一個非建制地區。該地的面積和人口皆未知。

## 地理
納切斯的座標為33°12′39″N 110°18′00″W / 33.21083°N 110.30000°W，而該地的平均海拔高度為780米（即2559英尺）。